# Прапор Умані

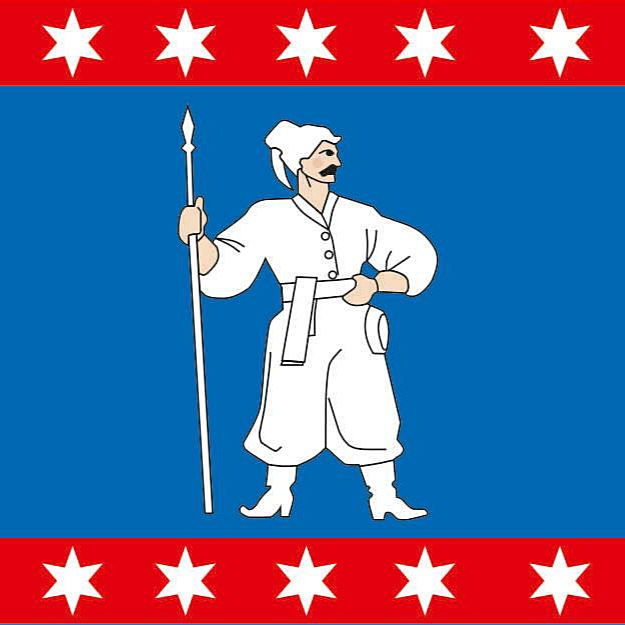
Хоругва Умані

Прапор Умані — офіційний символ міста Умані (райцентр Черкаської області), затверджений рішенням сесії Уманської міської ради 30 квітня 1996 року.

## Опис
Прапор міста Умані являє собою прямокутне полотнище зі співвідношенням сторін 1:1 (розмір полотнища згідно з еталоном 100 х 100 см). На синьому тлі зображений срібний козак зі списом у білому одязі, що є головною фігурою міського герба. 
Хоругва зверху і знизу має червону лиштву завширшки 1/8 від ширини хоругви, на лиштві — 14 срібних зірочок, що нагадують зірку Давида. Лицевий (аверс) та зворотний (реверс) боки однакові.

## Див. тж.
- Герб Умані
- Умань